# Paranthrene pulchripennis
Paranthrene pulchripennis is een vlinder uit de familie wespvlinders (Sesiidae), onderfamilie Sesiinae.
Paranthrene pulchripennis is voor het eerst wetenschappelijk beschreven door Walker in 1862. De soort komt voor in het Oriëntaals gebied.